# 維利霍瓦 (日托米爾州)
51°21′29″N 29°22′11″E / 51.35806°N 29.36972°E
維利霍瓦（烏克蘭語：Вільхова），是烏克蘭北部的村落，隸屬日托米爾州的科羅斯滕區。該村面積0.19平方公里，海拔高度141米，2001年人口5，人口密度每平方公里26.3人。